# Vladimir Šeks

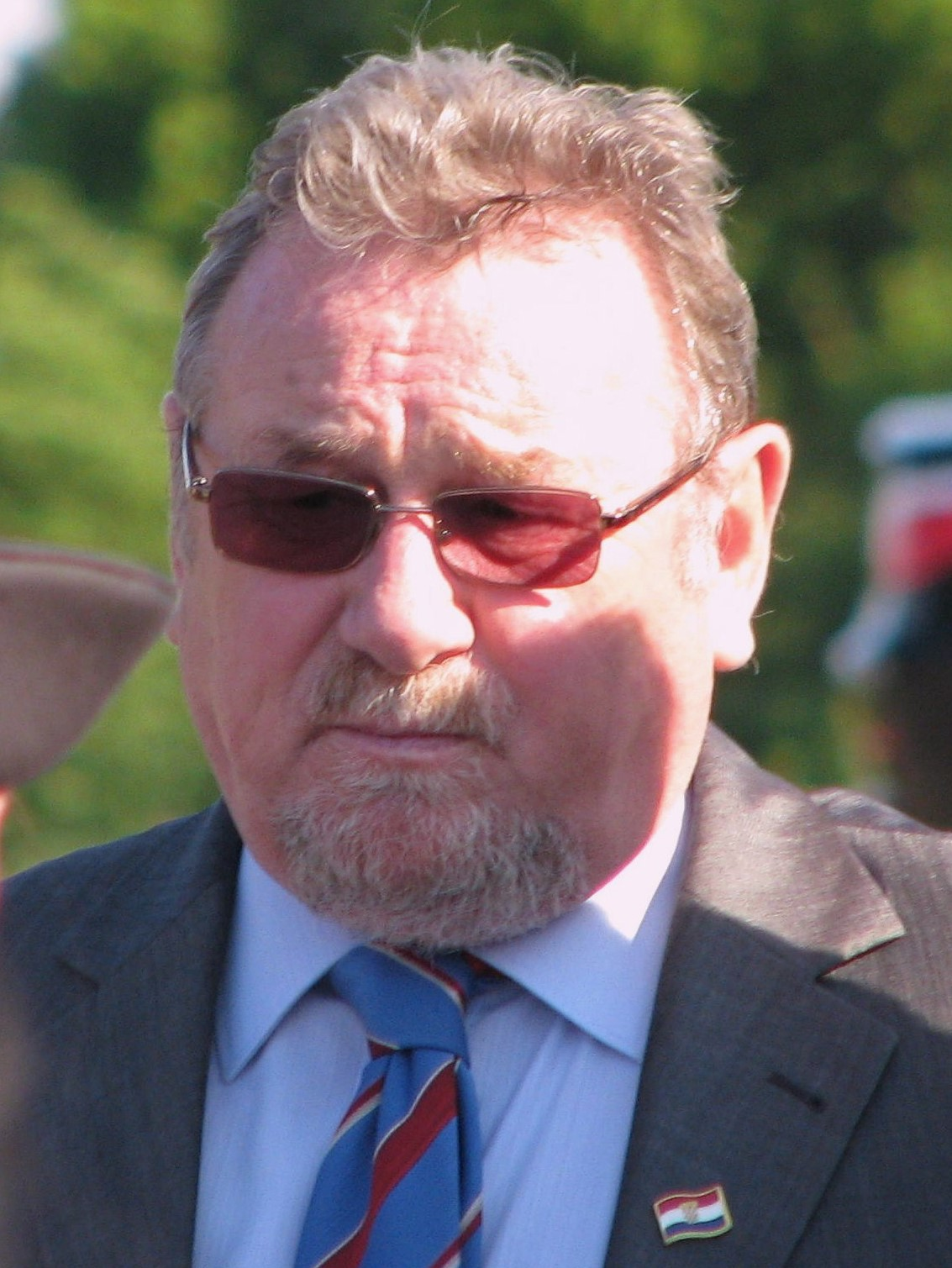
Vladimir Šeks

Vladimir Šeks (Osijek, 1 de enero de 1943) fue el presidente del Parlamento de Croacia. Es miembro de Unión Democrática Croata (HDZ). Ha sido representante en el Parlamento de Croacia desde la independencia del país.
El 26 de febrero de 2005 se encontró muerto en Goa, India, a su hijo Domagoj, después de que sus amigos hubiesen reportado su desaparición unos días antes a las autoridades. Hay versiones contradictorias sobre la causa de la muerte: mientras unas fuentes dicen que fue atracado y asesinado, otras afirman que su muerte fue por ahogamiento.
| Predecesor: Zlatko Tomčić | Presidente del Parlamento de Croacia 2003 - 2008                                    | Sucesor: Luka Bebić  |
| Predecesor: Franjo Tuđman | Presidente de Unión Democrática de Croacia 5 de enero de 2000 - 30 de abril de 2000 | Sucesor: Ivo Sanader |

- Datos: Q1274758
- Multimedia: Vladimir Šeks / Q1274758